# Erica Hahn
Erica Hahn es un personaje ficticio de la serie Anatomía de Grey, creado por Shonda Rhimes e  interpretado por la actriz Brooke Smith. Dentro de la trama, el cirujano Preston Burke es un rival de Erica en la facultad de medicina. La actriz tuvo que abandonar la serie debido a que "el personaje no daba más de sí". 

## Segunda temporada
En la segunda temporada, ella y Preston Burke pelean por un corazón para sus respectivos pacientes, quedándoselo el paciente de Burke, Denny Duquette, pues había subido en grado de urgencia para recibir el trasplante, debido a que Izzie Stevens interrumpe su marcapasos. 
Después de sufrir una situación de vida o muerte, Preston Burke no puede realizar la cirugía, así que Hahn la realiza obteniendo excelentes resultados. A pesar de ello, Denny fallece al poco tiempo.

## Cuarta temporada
Llega al hospital Seattle Grace como suplente de Burke, pues él ya no forma parte del equipo. 
Viendo el interés que Cristina Yang tiene en las cirugías cardiotorácicas, y sabiendo que mantuvo relaciones sexuales con dos de sus mentores, cree que utiliza a sus profesores para poder ejercer como cirujana. Creyendo que ella también puede ser utilizada con ese fin, la desprecia siempre que puede, no dejándola operar en sus cirugías. Con el tiempo descubre que esto no es cierto.
Le resulta llamativo y cómico que Sloan se sienta atraído por ella, sin darse cuenta de que por quién realmente siente algo es por Callie. Al final de la temporada, acaban besándose.

## Quinta temporada
Después de saber que el Seattle Grace ha bajado de categoría, ella intenta ayudar mejorando su táctica pedagógica. Es por ello que será más amable con Cristina. En el terreno amoroso las cosas se complican, dado que Callie no sabe qué tipo de relación quiere. Finalmente, ella se entera de lo sucedido con la doctora Stevens con Denny Duquette; su indignación, unida a los problemas con Callie, hacen que renuncie a su puesto en el Seattle Grace. 
- Datos: Q115876